# James Guthrie
James K.A. Guthrie (14 de noviembre de 1953 en Edmonton, Middlesex) es un ingeniero de sonido y productor discográfico de origen inglés, reconocido por su trabajo con la agrupación de rock progresivo Pink Floyd, sirviendo como productor e ingeniero de la banda desde 1978, con quienes obtuvo su primer premio Grammy por Mejor arreglo para grabación - no clásica por el álbum The Wall, también ganó el premio Grammy a Mejor álbum con sonido envolvente por la remasterización del álbum de Roger Waters (Antiguo miembro de Pink Floyd) Amused to Death, también recibió otra nominación por la remasterización del álbum de Bonnie Raitt Nick of Time. Adicionalmente ha trabajado con bandas reconocidas como Toto, Judas Priest y Queensrÿche. Es propietario del estudio de grabación das boot recording en Lake Tahoe, California.

## Discografía y créditos (Pink Floyd y lanzamientos relacionados)
- Pink Floyd The Wall (1979) – Coproductor. ingeniero. mezclador de sonido. Batería en "The Happiest Days of Our Lives", sintetizador de cadena y mensaje al revés en "Empty Spaces", taladro en "Hey You", secuenciador en "In the Flesh", platillo hacia atrás, sonido de corriendo y jadeando en "Run Like Hell".
- Pink Floyd The Wall Tour presentaciones (1980–1981) – Mezclador de sonido.
- Pink Floyd A Collection of Great Dance Songs (1981) – Coproductor, mezclador de sonido.
- Pink Floyd "Money" (1981) – Coproductor y mezcla de regrabaciones para A Collection of Great Dance Songs.
- Nick Mason Fictitious Sports (1981) – Mezclador de sonido.
- Pink Floyd — The Wall (1982) – Coordinador de sonido e ingeniero. Coproductor musical.
- Pink Floyd The Final Cut (1983) – Coproducido con Roger Waters y Michael Kamen. Ingeniero. Mezclador de sonido.
- David Gilmour About Face (1984) – Mezclador de sonido.
- Pink Floyd A Momentary Lapse of Reason (1987) – Mezclas adicionales.
- Pink Floyd "Run Like Hell" (En vivo) (1987) – Sencillo, Mezclas con David Gilmour.
- Roger Waters Amused to Death (1992) – Mezclador de sonido.
- Pink Floyd remasterizaciones en CD (1992–1994) – Supervisión de la remasterización del catálogo anterior de Pink Floyd para CD con Doug Sax. (Material compilado en la caja recopilatoria Shine On).
- Pink Floyd remasterizaciones en Mini-CD (1994) – Supervisión la remasterización con Doug Sax.
- Pink Floyd The Division Bell (1994) – Masterización con Doug Sax.
- Pink Floyd Pulse (1995) – Coproducido con David Gilmour. Grabación y mezcla.
- Pink Floyd Pulse VHS (1995) – Producción musical. Ingeniero de sonido grabado.
- Pink Floyd Pulse comercial para la televisión (1995) – Mezcla de audio.
- Richard Wright Broken China (1996) – Mezclador de sonido.
- Pink Floyd — The Wall DVD (1999) – Productor. Audio para menús interactivos. Formatos de audio PCM Stereo Surround y audio 5.1.
- Pink Floyd Is There Anybody Out There? The Wall Live 1980–81 (2000) – Productor. Grabación. Mezclador de sonido.
- Roger Waters In the Flesh — Live (2000) – Productor. Ingeniero. Mezclador de sonido.
- Pink Floyd Wish You Were Here video de 25 aniversario (2001) – Mezclador de audio.
- Pink Floyd Echoes: The Best of Pink Floyd (2001) – Coproducción y masterización.
- Roger Waters In the Flesh DVD (2001) – Productor musical y mezclador.
- Roger Waters Flickering Flame: The Solo Years Vol. 1 (2002) – Compilado con Roger Waters.
- David Gilmour in Concert DVD (2002) – Masterización de audio.
- Pink Floyd The Dark Side of the Moon edición de 30 aniversario (2003) – Mezcla y masterización SACD 5.1. Remasterización estéreo.
- Pink Floyd The Final Cut remasterización (2004) – Remasterización estéreo. Remezcla para "When the Tigers Broke Free".
- Pink Floyd Is There Anybody Out There? The Wall Live 1980–81 remasterización (2004) – Remasterización estéreo.
- Pink Floyd A Momentary Lapse of Reason remasterización (2005) – Remasterización estéreo.
- Pink Floyd, presentación en el Live 8 (2005) – Asistente en la mezcla de transmisión en vivo.
- Comfortably Numb: A History of "The Wall", Pink Floyd 1978–1981 — Investigación, edición, fotografías. (2005–2006).
- Pink Floyd Pulse DVD — Productor musical. Productor de DVD (con Storm Thorgerson). Restauración de vídeo. Audio para menús interactivos (con Joel Plante). (2005-2006).
- David Gilmour On an Island (2006) – Masterización con Doug Sax.
- David Gilmour About Face remasterización (2006) – Remasterización estéreo.
- Roger Waters "Hello (I Love You)" (2007) – Coproducción con Roger Waters y Howard Shore. Grabación y mezcla.
- The Last Mimzy – Remix de "Hello (I Love You)" de Roger Waters para la banda sonora de la película (créditos finales) (2007).
- The Last Mimzy Banda Sonora (2007) – Remezcla de "Hello (I Love You)" de Roger Waters para el álbum de la banda sonora (diferente a la versión cinematográfica).
- Pink Floyd The Piper at the Gates of Dawn Edición del 40 aniversario (2007) – Compilación y remasterización.
- Roger Waters presentación en el Live Earth (2007) – Mezclador de sonido.
- Live Earth DVD y CD (2007) – Mezcla y masterización de canciones de Roger Waters.
- Roger Waters The Wall Live (2010–2013) – Preproducción musical y cuadrafónica.
- Pink Floyd remasterización en CD (2009–2011) – Remasterización del catálogo anterior de Pink Floyd (con Joel Plante) para CD. (Material compilado en la caja recopilatoria Discovery).
- Pink Floyd Wish You Were Here edición de 35 aniversario (2011) – Mezcla y masterización SACD 5.1. Remasterización estéreo.
- The Missing Piano (2012) – Director/Productor/Editor/Filmación/Sonido.
- 12-12-12: The Concert for Sandy Relief formatos digitales y físicos (2012) – Mezcla y masterización de canciones de Roger Waters.
- The Final Cut: A History of Pink Floyd 1982–1983 — Redacción, investigación, edición, fotografías. (2008–2014).
- Roger Waters: The Wall (2014) – Preproducción musical y cuadrafónico, supervisor de sonido: Atenas.
- Roger Waters Amused to Death remasterización (2015) – Mezcla y masterización de SACD/Blu-Ray 5.1. Remasterización estéreo.
- David Gilmour Rattle That Lock (2015) – Masterización con Joel Plante.
- Roger Waters: The Wall original motion picture soundtrack (2015) –  Preproducción musical y cuadrafónico, supervisor de sonido.
- Roger Waters: The Wall Blu-Ray (2015) –  Preproducción musical y cuadrafónico, supervisor de sonido.
- Roger Waters presentaciones en vivo en el Foro Sol y el Zócalo de Ciudad de México (2016) – Preproducción musical.
- Roger Waters presentaciones en vivo en el Desert Trip (2016) – Preproducción musical.
- Pink Floyd remasterización de vinilos (2015–2018) — Remasterización del catálogo anterior de Pink Floyd (con Joel Plante y Bernie Grundman) para discos vinilo.
- Pink Floyd Animals mezcla (2018) – Mezcla y masterización estéreo/SACD/Blu-ray 5.1.
- Pink Floyd The Dark Side of the Moon edición de 50 aniversario (2023) – Remasterización estéreo del álbum original; Mezcla envolvente Dolby Atmos del álbum de estudio.
- Pink Floyd Animals mezcla (2024) – Mezcla envolvente Dolby Atmos.

## Discografía seleccionada

### Como productor
- Arlan Greene —  '"The Jazz Pianist" (Arista), 1976
- Fury —  '"Miss Demeanor/Stay On Your Feet"  (Arista), 1977
- The Movies —  Double A  (GTO), 1977
- The Movies —  Bullets Through The Barrier  (GTO), 1978
- Judas Priest —  "Better By You, Better Than Me" Stained Class  (Columbia), 1978
- Judas Priest —  Killing Machine (Hell Bent for Leather)  (Columbia), 1978
- Runner —  Runner  (Island), 1979
- Marshall Hain — Free Ride (Harvest Records), 1979
- Pink Floyd —  The Wall  (Harvest/Columbia), 1979
- Tom Robinson Band —  '"Our People" (Arista), 1979
- Heatwave —  Candles  (Epic), 1980
- Pink Floyd — "Money" A Collection of Great Dance Songs (Harvest/Columbia), 1981
- Ambrosia —  Road Island  (Warner Bros), 1982
- Pink Floyd —  The Final Cut  (Harvest/Columbia), 1983
- The Boomtown Rats —  In The Long Grass  (Phonogram/Columbia), 1984 ("Tonight," "Dave," "Drag Me Down")
- Broadcast —  '"Where Are You Now/Visions Of You"  (A&M), 1984
- Queensryche —  The Warning  (EMI America), 1984
- Andrew Caine —  One  (Epic), 1986
- Tom De Luca —  Down To The Wire  (Epic), 1986
- Toto —  Past to Present 1977–1990  (Columbia), 1990 ("Love Has The Power," "Out Of Love," "Can You Hear What I'm Saying," "Animal")
- The Lou Gramm Band —  '"One Dream"  Highlander II: The Quickening original soundtrack  (WEA), 1992
- John Wetton —  sessions for  Raised In Captivity, 1992 ("Walking On Air," "If I Was A Country")
- Toto —  Absolutely Live  (Sony International), 1993
- Pink Floyd — Pulse (EMI/Columbia), 1995
- Kashmir —  The Good Life  (Sony International), 1999
- Pink Floyd — Is There Anybody Out There? The Wall Live 1980–81 (EMI/Columbia), 2000
- Roger Waters — In the Flesh – Live (Columbia), 2000
- Pink Floyd — Echoes: The Best of Pink Floyd (EMI/Columbia), 2001
- Roger Waters — Flickering Flame: The Solo Years Vol. 1 (Columbia), 2002
- Bonnie Raitt — Nick of Time (Remasterización) (Capitol), 2003
- Roger Waters — "Hello (I Love You)" The Last Mimzy original soundtrack (Silva Screen), 2007
- James Carrington —  The Dreamer's Machine  (Zero Music), 2012